# 六齿金线鱼
六齿金线鱼（学名：Nemipterus hexodon），又名虹色金線魚，为金线鱼科金线鱼属的鱼类。分布于印度尼西亚至日本以及中国南海、台湾海峡等海域。该物种的模式产地在帝汶岛。